# Obwód Kiwerce Armii Krajowej
Obwód Kiwerce – jednostka terytorialna Związku Walki Zbrojnej, a następnie Armii Krajowej. Operowała na terenie powiatu kiwereckiego i nosiła kryptonim „Łąka”.
Obwód Kiwerce wchodził wraz z Obwodem Łuck AK, Obwodem Horochów AK i Obwodem Włodzimierz Wołyński AK w skład Inspektoratu Rejonowego Łuck Okręgu Wołyń („Konopie”).

## Skład
- Odcinek Kiwerce
- Odcinek Przebraże
- Odcinek Armatniów
- Odcinek Cumań-Ołyka
- Odcinek Rożyszcze
- Odcinek Perespa